# Alexander Somek

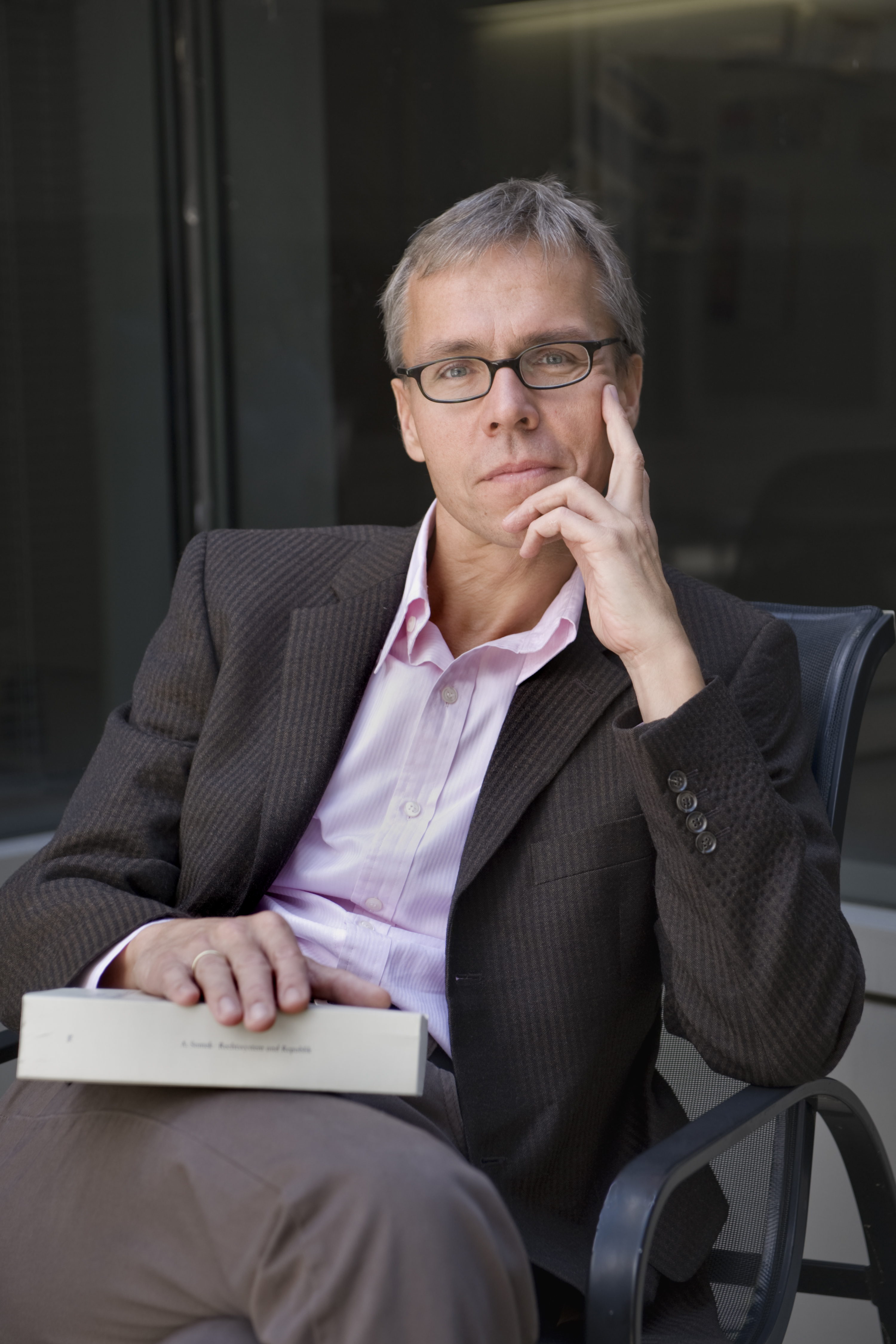
Alexander Somek (2008)

Alexander Somek (* 7. April 1961 in Wien) ist ein europäischer Rechtswissenschafter. Er ist derzeit Professor für Rechtsphilosophie an der rechtswissenschaftlichen Fakultät der Universität Wien.

## Leben
Somek studierte von 1980 bis 1984 Rechtswissenschaften und Philosophie an der Universität Wien und promovierte dort auch. Anschließend war er bis 1992 Universitätsassistent an der rechtswissenschaftlichen Fakultät der Universität. 1992 wurde er habilitiert für die Fachbereiche Rechtsphilosophie und Rechtstheorie, 2001 für Verfassungsrecht. In den folgenden Jahren war er Gastprofessor an der University of Kansas und außerordentlicher Professor an der Universität Wien. 2003 wurde er Professor am College of Law der University of Iowa, wo er den Charles E. Floete Chair innehatte. Außerdem war er unter anderem Gastprofessor an der Princeton University und der London School of Economics. Im Studienjahr 2012/13 war er Fellow an der Princeton University und von 2007 bis 2008 Draeger Fellow am Wissenschaftskolleg zu Berlin.
Seit August 2015 ist er Professor für Rechtsphilosophie an der rechtswissenschaftlichen Fakultät der Universität Wien.
Seit 1989 ist er mit seiner Frau Sabine (geborene Michor) verheiratet.

## Werk
Someks Arbeiten befassen sich mit grundlegenden Fragen der Rechtsphilosophie, der Rechtstheorie, des Verfassungsrechts, des Europarechts und des Völkerrechts.
In seinen früheren Arbeiten, die in gewissem Maße durch die kritische Rechtstheorie von Duncan Kennedy und Roberto Mangabeira Unger beeinflusst waren, beschäftigte sich Somek mit der politischen Funktion des systematischen Rechtsdenkens. Er versuchte, den kreativen und konstruktiven Charakter der juristischen Systembildung gegen ein Verständnis von Rechtswissenschaft zu verteidigen, das diese als bloße „Beschreibung“ oder „Darstellung“ des Inhalts von Rechtsnormen versteht. Somek war diesem Verständnis gegenüber so skeptisch eingestellt, dass er die Vorstellung, bei Rechtsnormen handle es sich um abstrakte Gegenstände, einer scharfen, an Saul Kripke und Willard Van Orman Quine orientierten Kritik unterzog.
Die Weiterentwicklung der frühen Arbeiten mündete, vor allem was die Kritik an der Verdinglichung von Normen betrifft, in den Entwurf eines nachpositivistischen Theorieansatzes, den Somek gemeinsam mit Nikolaus Forgó erarbeitete.
Sodann widmete sich Somek der Idee von Gleichheit, die er sowohl aus der Perspektive der sozialen Gerechtigkeit als auch aus verfassungsrechtlicher Sicht betrachtete. Seines Erachtens lässt sich die Gleichheit als Schranke für rationales Verhalten auffassen. Sie entspringt dem Verbot, andere zu diskriminieren. Diskriminierungsverbote schützen Personen letztlich davor, verleugnen zu müssen, wer sie sind.
Ungeachtet seiner energischen Verteidigung der Gleichheit als moralisches Ideal, erblickt Somek im Diskriminierungsschutz kein Wunder- oder Allheilmittel im Kampf gegen soziale Ungerechtigkeit. Zum einen ist die Gleichheit von einigen Aporien geprägt. So beginnt etwa der Schutz des Gleichheitsrechts erst dann, wenn systemische Formen der Diskriminierung ihr Werk längst getan haben. Zum anderen wäre es ein Fehler, den Diskriminierungsschutz ins Zentrum eines Sozialmodells zu stellen. Somek zufolge hat die Europäische Union aber genau dies nolens volens getan. Seine kontroverse Kritik an der Dominanz des Diskriminierungsschutzes sucht die damit verbundenen Mängel und Defizite aufzudecken. In diesem Teil von Someks Gesamtwerk manifestiert sich auch seine kritische Haltung gegenüber den neo-liberalen Tendenzen des europäischen Integrationsprozesses (womit er weitestgehend eines Sinnes ist mit Autoren wie Wolfgang Streeck, Fritz Scharpf, Martin Höpner und Michael Wilkinson).
Die Schriften über Gleichheit basieren auf der methodischen Grundüberzeugung, dass das öffentliche Recht kein „Gegenstand“ (etwa ein System von „Normen“) ist, sondern eine Denkweise, die sich mit den normativen Fragen beschäftigt, welche die Ausübung von Hoheitsgewalt aufwirft. Somek hat diese Grundüberzeugung in späteren Schriften, die der kosmopolitischen Verfassung gewidmet sind, verteidigt.
Nachdem Somek 2003 in die Vereinigten Staaten übersiedelt war, interessierte ihn zunehmend die Frage, wie  der moderne Kapitalismus das Selbstverständnis von Menschen beeinflusst und zum Verlust einer staatsbürgerlichen Perspektive führt. Im Kontext der Europäischen Union (vor allem ihrer in einigen Fällen paternalistische Züge annehmenden Gesetzgebung) und angesichts der steigenden Dekonstitutionalisierung im Zusammenhang von Kriseninterventionen versuchte er, die relevanten Entwicklungen zu rekonstruieren und ein Modell von Formen kollektiver Selbstbestimmung zu entwerfen, die nicht mehr ausschließlich politischer Natur sind. Das stellte einen der Brennpunkte seiner Arbeiten zur Autorität der Europäischen Union und der Entstehung eines kosmopolitischen Verfassungstyps dar. In diesen Arbeiten ging es unter anderem darum, eine unpolitische, „verwaltete“ Form der kollektiven Selbstbestimmung auf den Begriff zu bringen, in der sich die Pathologien des modernen Individualismus manifestieren.
Somek ist, wie er es selbst ausdrückt, ein „bekennender antiker politischer Philosoph“. Damit meint Somek einerseits, dass die psychologisch und soziologisch subtilen Verfassungsanalysen von antiken Autoren wie Platon und Aristoteles der modernen liberalen „Verfassungsrechtswissenschaft“ an Einsichten weit überlegen sind; andererseits ist er davon überzeugt, dass das Projekt des modernen Verfassungsrechts selbst gedanklich an sein Ende gekommen ist und die Rechtswissenschaft gut beraten wäre, vom Fallrecht Abschied  zu nehmen und sich dem Studium von Niccolò Machiavelli zuzuwenden.
In jüngerer Zeit – im Zuge eines Umzuges von den USA zurück nach Wien im Jahr 2015 – begann Somek mit der Ausarbeitung seiner Theorie des Rechtsverhältnisses. In gewisser Weise übernimmt er vom Rechtspositivismus der Wiener Schule die Idee, dass eine Theorie des Rechts ihren Gegenstand so gering wie möglich idealisieren sollte. Gleichzeitig grenzt Somek sein Projekt deutlich von Hans Kelsens Reiner Rechtslehre ab. Er verteidigt eine „relationale“ Herangehensweise an das Recht und insistiert darauf, dass man das Recht nur angemessen verstehen kann, wenn man es zunächst als eine bestimmte Beziehung zwischen den Menschen betrachtet. Das Rechtsverhältnis lässt sich seines Erachtens als ein Konstrukt verstehen, das Menschen verwenden, um trotz großer moralischer Auffassungsunterschiede miteinander leben zu können.
Someks Rechtstheorie hat starke Affinitäten zur Rechtsphilosophie des deutschen Idealismus, der Romantik und des Marxismus. Er versucht jedoch, deren traditionelle Themen und Gedanken in einer Sprache auszudrücken, die der gegenwärtigen angloamerikanischen Rechtsphilosophie nicht gänzlich fremd ist.
Seine jüngste Arbeit über das Wissen und die Quellen des Rechts kombiniert Einsichten, die dem Umkreis der Historischen Rechtsschule entstammen, mit Leitmotiven aus Hegels Phänomenologie des Geistes.

## Bücher
- Moral als Bosheit: Rechtsphilosophische Studien. Mohr Siebek, Tübingen 2021
- Wissen des Rechts (mit Kommentaren von Andreas Funke und Thomas Vesting) Tübingen 2018
- Rechtsphilosophie zur Einführung, Hamburg 2018
- The Legal Relation: Legal Theory after Legal Positivism, Cambridge 2017
- Rechtstheorie zur Einführung, Hamburg 2017
- The Cosmopolitan Constitution, Oxford 2014
- Engineering Equality: An Essay on European Antidiscrimination Law, Oxford 2011
- Individualism: An Essay on the Authority of the European Union, Oxford 2008
- Rechtliches Wissen, Frankfurt/Main 2006
- Soziale Demokratie: Jean-Jacques Rousseau, Max Adler, Hans Kelsen und die Legitimität demokratischer Herrschaft, Wien 2001
- Rationalität und Diskriminierung. Zur Bindung der Gesetzgebung an das Gleichheitsrecht, Wien & New York: 2001
- Der Gegenstand der Rechtserkenntnis. Epitaph eines juristischen Problems, Baden-Baden 1996
- Nachpositivistisches Rechtsdenken: Form und Gehalt des positiven Rechts (with Nikolaus Forgó), Wien 1996
- Rechtssystem und Republik: Über die politische Funktion des systematischen Rechtsdenkens, Wien & New York 1992